# Hoop Dreams
Hoop Dreams, Brasil: Basquete Blues , documentário de 1994 dirigido por Steve James em parceria com a Kartemquin Films. Ele conta a história de dois estudantes afro-americanos do ensino médio em Chicago e seu sonho de se tornarem jogadores profissionais de basquetebol.
O filme faz parte da lista dos 1000 melhores filmes de todos os tempos do The New York Times.

## Ligações Externas
Basquete Blues. no IMDb. 